# Шевченко (Черниговский район)
Шевче́нко (укр. Шевче́нка) — село Черниговского района Черниговской области Украины. Население 41 человек.
Село расположено в 7 км от Чернигова, а также в 1,5 км от Черниговского аэродрома.
Код КОАТУУ: 7425589103. Почтовый индекс: 15524. Телефонный код: +380 462.

## Власть
Орган местного самоуправления — Халявинский сельский совет. Почтовый адрес: 15524, Черниговская обл., Черниговский р-н, с. Халявин, ул. Шевченко, 55.

## Галерея

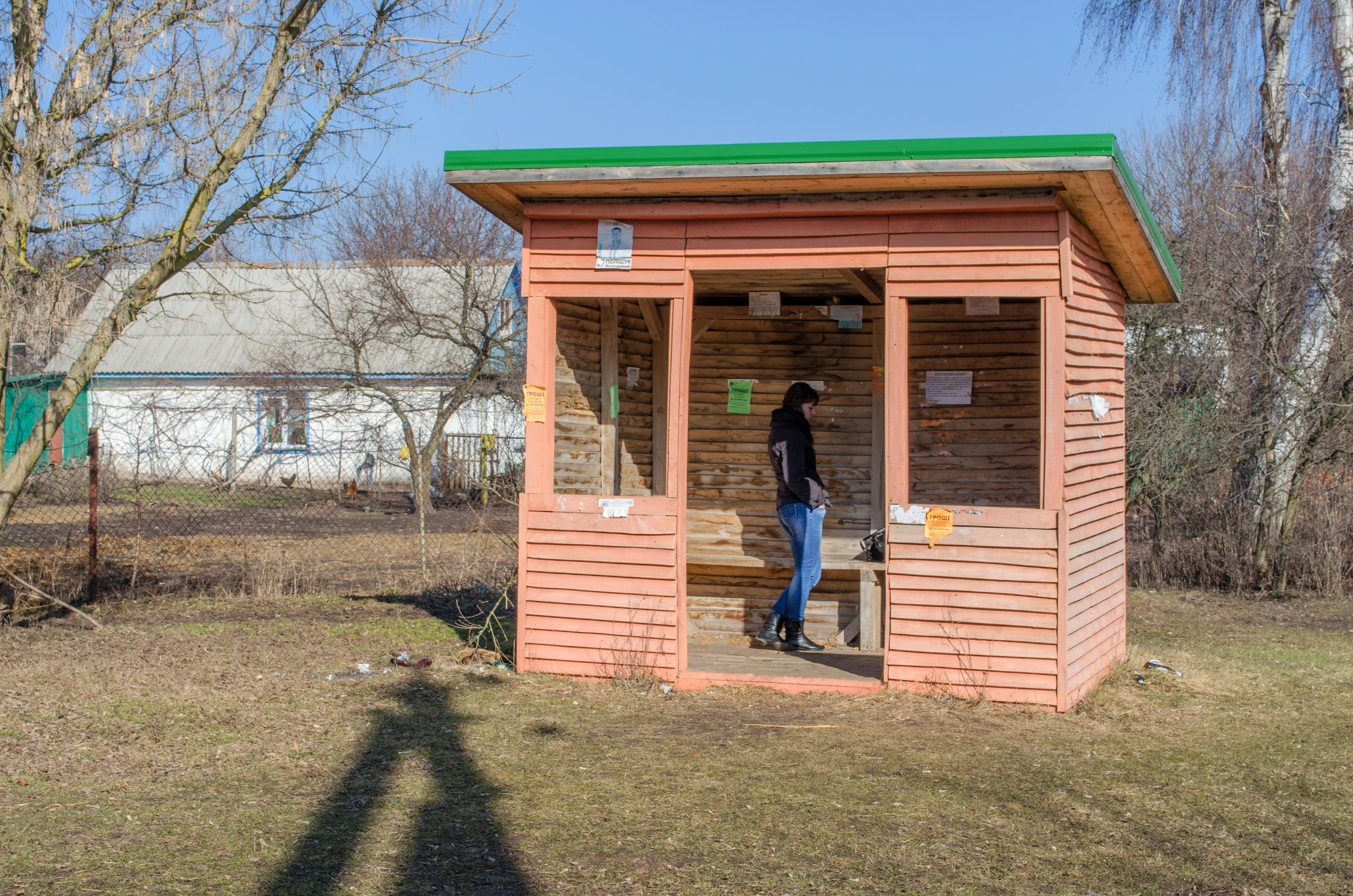
Автобусная остановка
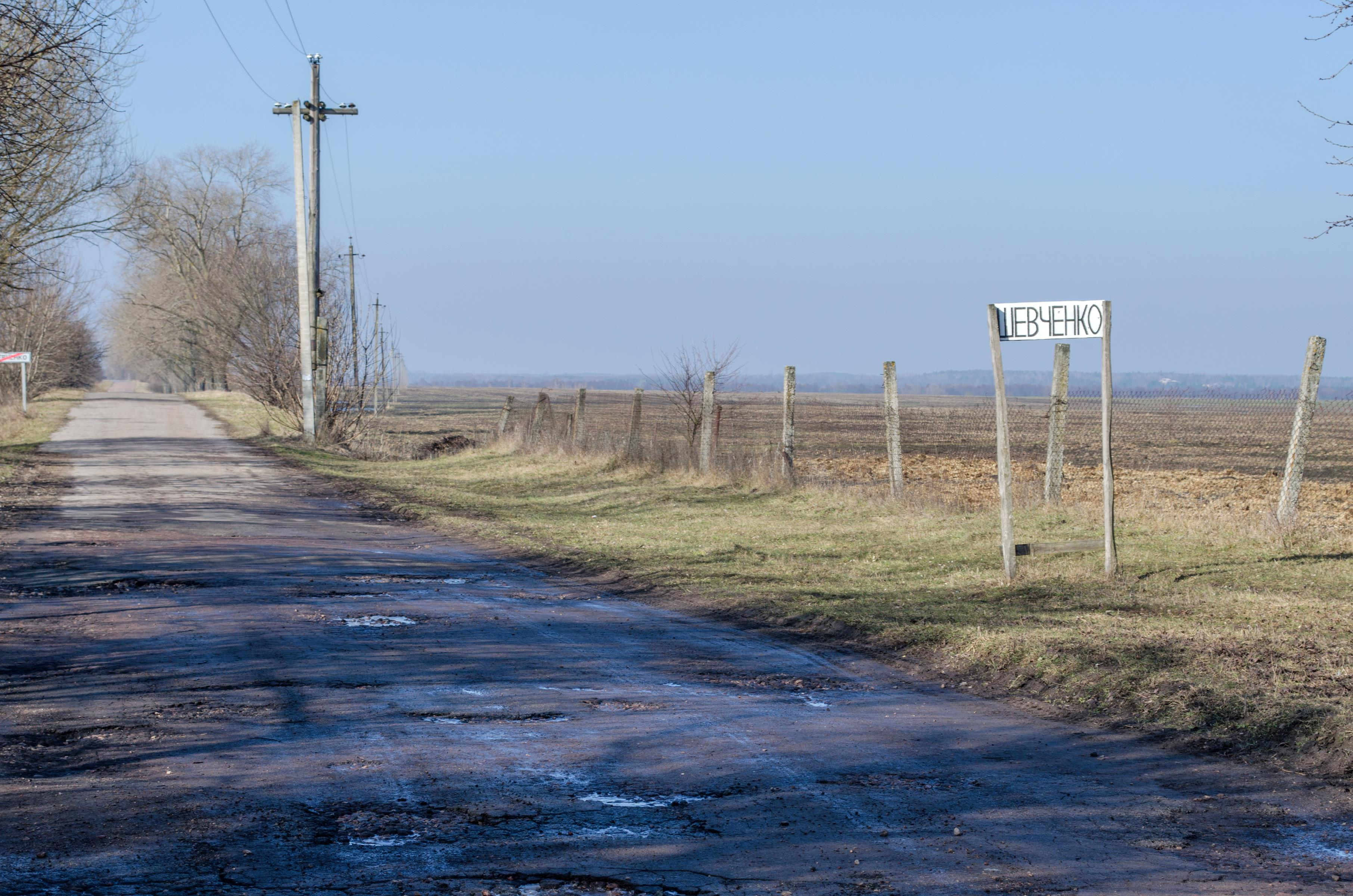
Табличка с названием села
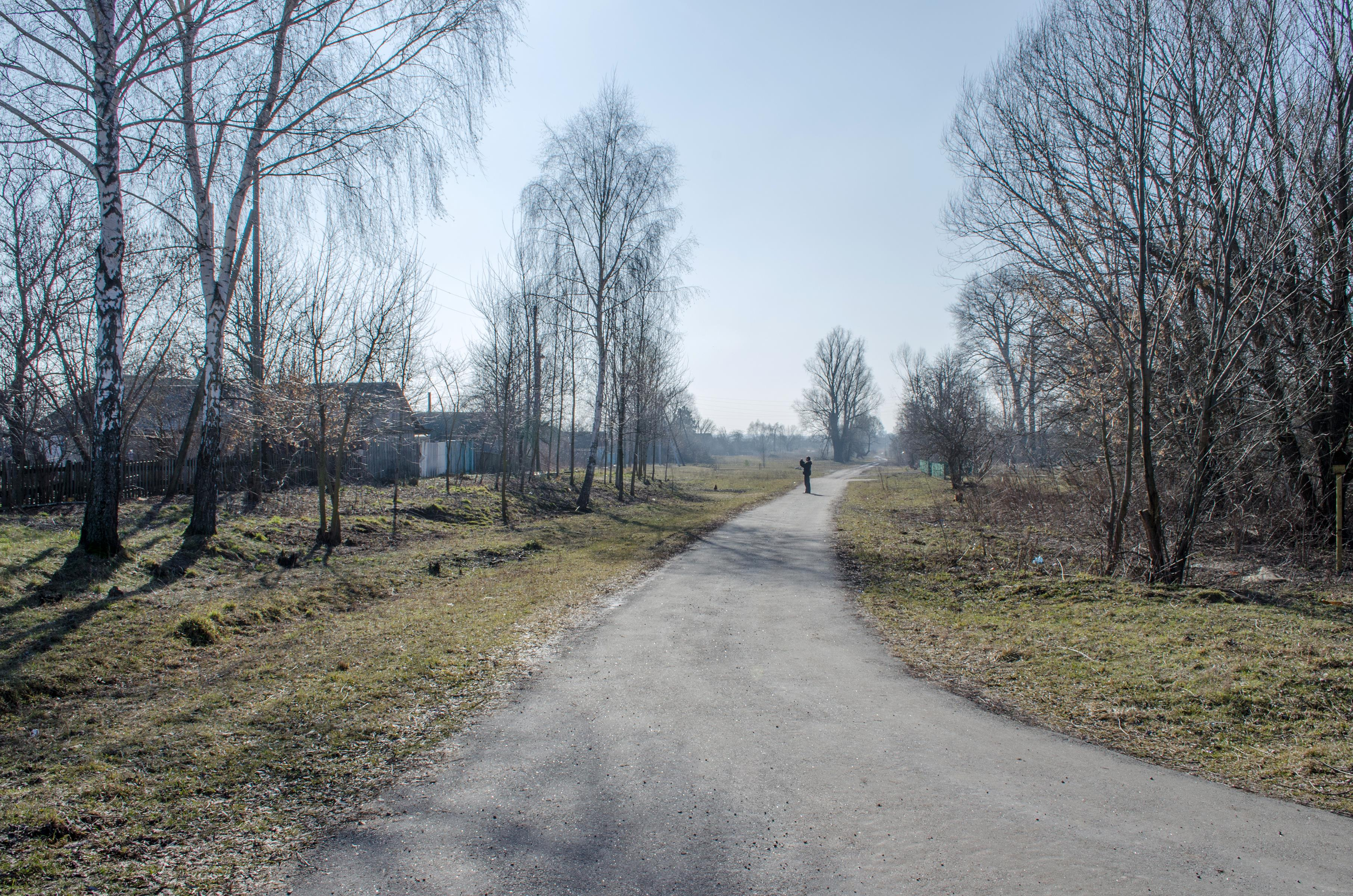
Улица
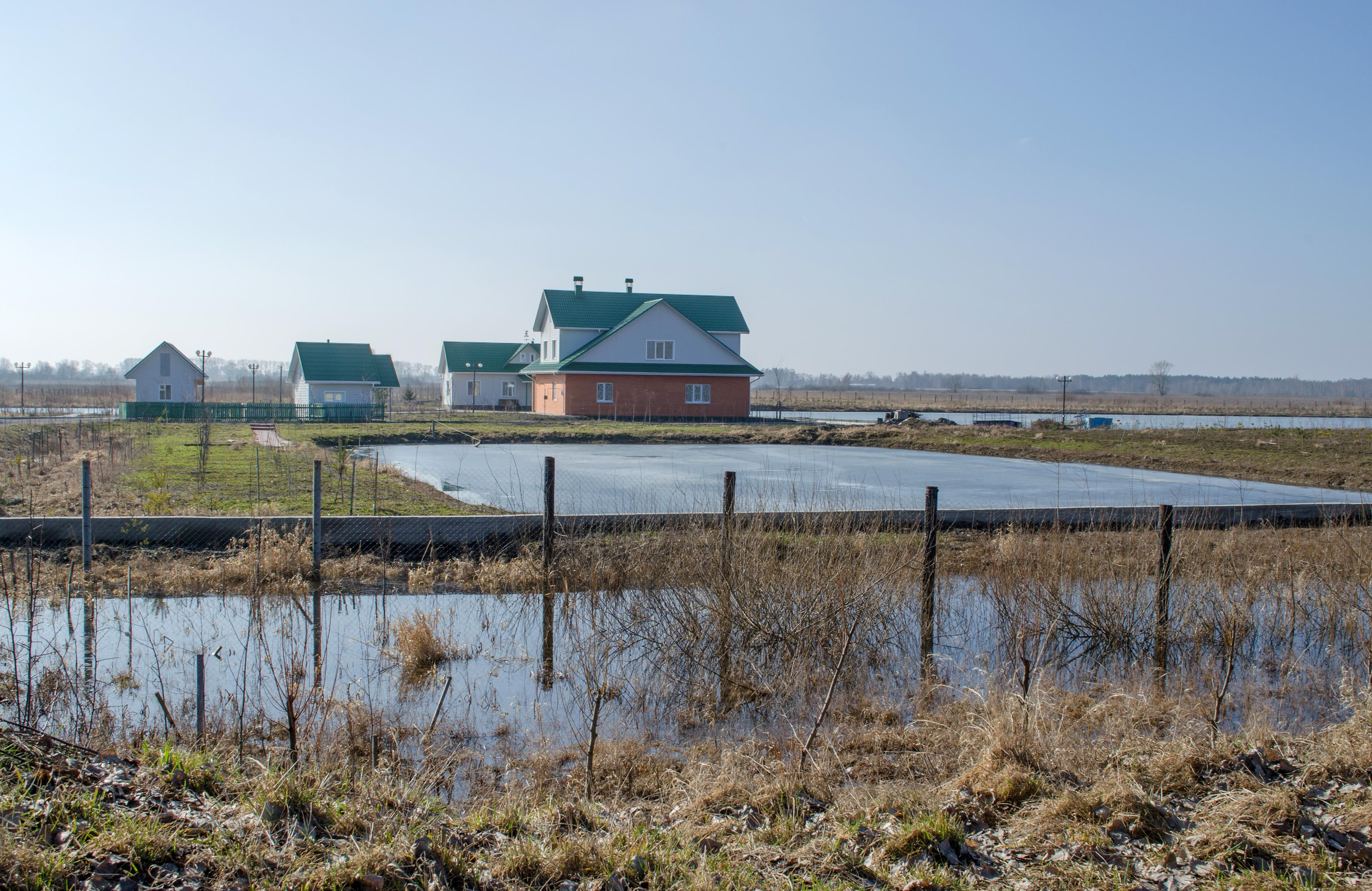
Хозяйство
Обустроенная территория